# Maria Anna van Saksen

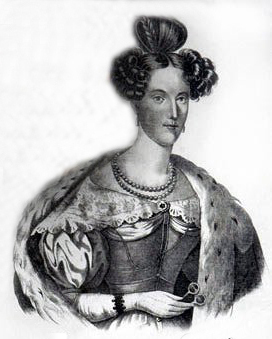
Maria Anna van Saksen

Maria Anna Carolina Josepha Vincentia Xaveria Nepomucena Franziska de Paula Franziska de Chantal Johanna Antonia Elisabeth Cunigunde Gertrud Leopoldina van Saksen (Dresden, 15 november 1799 - Pisa, 24 maart 1832) was een prinses van Saksen. 
Maria Anna was een dochter van prins Maximiliaan van Saksen en prinses Carolina van Parma. Maximiliaan was jongste zoon van keurvorst Frederik Christiaan van Saksen. Carolina was het oudste kind van hertog Ferdinand van Parma en Maria Amalia van Oostenrijk. 
Ze was onder andere een achterkleinkind van keizer Frans I Stefan en keizerin Maria Theresia. En van koning August III van Polen en koningin Maria Josepha van Oostenrijk. 
Ze trad in het huwelijk met Leopold II van Toscane de enige zoon van groothertog Ferdinand III van Toscane. Het huwelijk werd gesloten op 16 november 1817. Maria Anna was toen achttien jaar en Leopold was twintig jaar. Tijdens de bruiloftsfeesten werd Leopolds vader verliefd op de oudere zuster van de bruid, Maria Ferdinanda, die zodoende de stiefmoeder van haar jongere zuster werd.
Maria Anna stierf op 24 maart 1832 in Pisa in Italië. Haar man, Leopold, was in 1824 groothertog van Toscane geworden toen diens vader was overleden. Leopold hertrouwde op 7 juni 1833 met Maria Antonia van Bourbon-Sicilië een dochter van koning Frans I der Beide Siciliën en koningin Maria Isabella van Spanje. 
Uit het huwelijk van Leopold en Maria Anna werden drie kinderen geboren:
- Carolina (1822-1841)
- Augusta Fernande (1825-1864), gehuwd met prins Luitpold van Beieren. Auguste werd moeder van de latere koning Lodewijk III van Beieren
- Maximiliane (1827-1834).